# Simone Cerdan
Simone Cerdan, nata Simone Marguerite Chemin (Fontainebleau, 28 novembre 1897 – Rémalard, 12 maggio 1967), è stata un'attrice e cantante francese.

## Filmografia
- Grains de beauté, regia di Pierre Caron e Léonce Perret (1932)
- La donna dai due volti (Le grand jeu), regia di Jacques Feyder (1935)
- Le champion de ces dames, regia di René Jayet (1935)
- Marie des Angoisses, regia di Michel Bernheim (1935)
- Les chevaliers de la cloche, regia di René Le Hénaff (1938)
- La via del penitenziario (La Route du bagne), regia di Léon Mathot (1945)